# Thiallela dolokensis
Thiallela dolokensis är en fjärilsart som beskrevs av Ulrich Roesler och Kuppers 1981. Thiallela dolokensis ingår i släktet Thiallela och familjen mott. Inga underarter finns listade i Catalogue of Life.